# Hîrtopul Mic, Criuleni
Hîrtopul Mic este un sat din cadrul comunei Hîrtopul Mare din raionul Criuleni, Republica Moldova